# Tamara Iwanowna Manina

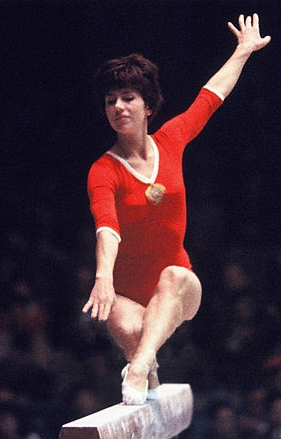
Tamara Iwanowna Manina

Tamara Iwanowna Manina (russisch Тама́ра Ива́новна Ма́нина; * 16. September 1934 in Petrosawodsk) ist eine ehemalige russisch-sowjetische Turnerin und populärwissenschaftliche Autorin. Sie wurde 1956 und 1964 Olympiasiegerin im Mannschaftsmehrkampf und wurde insgesamt fünfmal Weltmeisterin in Mannschafts-, Boden- und Pferdsprung-Bewerben. Daneben gewann Manina bei Olympischen Spielen 1956 zwei Silber- und eine Bronzemedaille – die Bronzemedaille im Mannschaftswettkampf in einer frühen Form der Rhythmischen Sportgymnastik – sowie 1964 eine Silbermedaille. Nach ihrem verletzungsbedingten Rückzug vom aktiven Sport wurde sie Wettkampfrichterin, Trainerin und Professorin in Sankt Petersburg.
Manina wurde auf einer arbeitsbedingten Aufenthalt ihrer Familie in Petrosawodsk geboren, wuchs aber in Leningrad auf, mit Ausnahme der Belagerung Leningrads, während der sie nach Taschkent evakuiert war. 1953 wurde sie Juniorenmeisterin der UdSSR und bei ihrer ersten Teilnahme bei Erwachsenen-Meisterschaften der UdSSR 12., jeweils im Mehrkampf. Wegen ihrer Leistungen wurde sie in die Nationalmannschaft aufgenommen und 1954 für die ersten Welttitelkämpfe nominiert, an der die Sowjetunion teilnahm. Mit drei Weltmeistertiteln – mit der Mannschaft, dem Pferdsprung und auf dem Boden – wurde sie erfolgreichste Turnerin der Meisterschaften, die allgemein von der UdSSR dominiert wurde.
Bei den Olympischen Spielen zwei Jahre später konnte sie den Sieg im Mannschaftswettkampf wiederholen, sie wurde sechste im Mehrkampf und half damit, den Sieg der UdSSR in der Mannschaft zu sichern, wurde aber in den Einzelentscheidungen auf Schwebebalken und Sprungpferd von den beiden dominierenden Turnerinnen der Spiele Ágnes Keleti und Larissa Latynina jeweils auf den Silberrang verdrängt. Beim Gymnastikmannschaftswettkampf gewann sie zusätzlich Bronze.
Bei den Weltmeisterschaften 1958 und 1962 wurde sie wieder Mannschaftsweltmeisterin, doch konnte sie ihre Einzeltitel nicht verteidigen, sondern lediglich einige Einzelmedaillen gewinnen: Im Mehrkampfwettkampf wurde sie Dritte, in ihrer Lieblingsdisziplin, dem Pferdsprung mit drei anderen Sowjetstarterinnen mit gleicher Punktzahl Vizeweltmeisterin, 1962 gewann sie ihre letzte WM-Medaille als Dritte bei Sprung.
Nachdem sie die Olympischen Spiele 1960 wegen einer Verletzung auslassen musste, kehrte sie 1964 aufs olympische Parkett zurück. Manina wurde erneut Mannschaftsolympiasiegerin, auf dem Schwebebalken konnte sie die Siegerin von 1956 Latynina zwar hinter sich lassen, wurde aber dennoch nur Zweite.
Nach den Spielen musste Manina ihre aktive Laufbahn aus gesundheitlichen Gründen beenden, sie beendete 1969 ein Studium der Technischen Optik mit dem Grad eines Kandidaten der Naturwissenschaften und arbeitete einige Jahre als Turntrainerin, unter anderem war sie in den 1970er Jahren einige Zeit französische Nationaltrainerin der Frauen, bevor sie 1975 als Professoren an die staatliche Sankt Petersburger Akademie für angewandte Kunst und Design berufen wurde.
Sie veröffentlichte mehr als 100 wissenschaftliche und populärwissenschaftliche Werke.